# دانمارک در المپیک تابستانی ۱۹۷۲
دانمارک در بازی‌های المپیک تابستانی ۱۹۷۲ که در شهر مونیخ برگزار شد، کاروان دانمارک با ۱۲۶ ورزشکار در این رقابت‌ها شرکت کرد و موفق به کسب ۱ مدال (۱ طلا، ۰ نقره، ۰ برنز) شد. در جدول رتبه‌بندی توزیع مدال‌ها، دانمارک در ردهٔ ۲۵ مسابقات قرار گرفت.

## دوچرخه‌سواری
رقابت انفرادی جاده
- یورن مارکوسن — 21st place
- اووه یانسن (دوچرخه‌سواری) — 28th place
- هنین یورنسن — 48th place
- اگیل سورنسن — did not finish (→ no ranking)

تایم تریل تیمی
- یورن هانسن
- یانکر یورنسن
- یورن لوند
- یورن مارکوسن

اسپرینت
- نیلس فردبور
- پدر پدرسن

تایم تریل ۱۰۰۰ متر
- نیلس فردبور
  - فینال — 1:06.44 (→  مدال طلا)

تعقیبی انفرادی
- رنو اولسن

تعقیبی تیمی
- گونار آسموسن
- اسوند اریک بیر
- رنو اولسن
- بنت پدرسن